# ریمه، ریف دمشق
ریمه (به عربی: ریمة) یک روستا در سوریه است که در استان ریف دمشق واقع شده‌است. ریمه ۱٬۱۳۲ نفر جمعیت دارد.